# País Bassari
O País Bassari é uma região ao sudeste do Senegal  com uma paisagem multicultural bem preservada. Agrega três áreas geográficas: Bassari-Salémata, Bedique-Bandafassi e Fula-Dindefelo, cada uma com suas características morfológicas específicas.
Em 2012, o País Bassari, com suas paisagens culturais Bassari, Fula e Bedique, foi incluído na lista do Patrimônio Mundial da UNESCO.